# Billboard Music Awards de 2024
O Billboard Music Awards de 2024 foi realizado em 12 de dezembro de 2024. Apresentado pela atriz e comediante Michelle Buteau, o evento foi televisionado pelos canais FOX e Fire TV, e sob demanda na Paramount+. As apresentações foram transmitidas ao vivo no site oficial da Billboard e em suas redes sociais. As indicações de 72 categorias — para lançamentos no período de 28 de outubro de 2023 a 19 de outubro de 2024 — foram anunciadas 25 de novembro de 2024.

## Apresentações
A primeira leva de artistas a se apresentar foi anunciada em 2 de dezembro de 2024. Todas as apresentações foram pré-gravadas.
| Artista(s)    | Canção(ões)                                   | Local                                                           |
| ------------- | --------------------------------------------- | --------------------------------------------------------------- |
| Shaboozey     | "A Bar Song (Tipsy)"                          | W Hollywood Hotel (Los Angeles, Califórnia, EUA)                |
| Teddy Swims   | "Bad Dreams"                                  | MGM Grand Garden Arena (Las Vegas, Nevada, EUA)                 |
| Megan Moroney | "Man on the Moon"                             | John Seigenthaler Pedestrian Bridge (Nashville, Tennessee, EUA) |
| Tyla          | "Push 2 Start" "Shake Ah" (com Optimist e Ez) | The Counting House (Londres, Inglaterra)                        |
| Jelly Roll    | "I Am Not Okay"                               | Little Caesars Arena (Detroit Michigan, EUA)                    |
| Stray Kids    | "Chk Chk Boom" "Jjam"                         | MGM Grand Garden Arena (Las Vegas, Nevada, EUA)                 |
| Coldplay      | "All My Love"                                 | Marvel Stadium/Accor Stadium (Melbourne/Sydney, Austrália)      |
| Teddy Swims   | "Lose Control"                                | MGM Grand Garden Arena (Las Vegas, Nevada, EUA)                 |
| Fuerza Regida | "Pero No Te Enamores" "NEL"                   | MGM Grand Garden Arena (Las Vegas, Nevada, EUA)                 |
| Seventeen     | "Love, Money, Fame"                           | Wilshire Boulevard (Los Angeles, Califórnia, EUA)               |
| Shaboozey     | "Highway"                                     | W Hollywood Hotel (Los Angeles, Califórnia, EUA)                |
| Jelly Roll    | "Liar"                                        | Little Caesars Arena (Detroit Michigan, EUA)                    |
| Linkin Park   | "The Emptiness Machine"                       | Allianz Parque (São Paulo, Brasil)                              |

Notas
1. 1 2  Gravado durante sua turnê The Beautifully Broken Tour.
2. ↑  Gravado durante sua turnê Music of the Spheres World Tour.
3. ↑  Gravado durante sua turnê From Zero World Tour.

## Vencedores e indicados
Os indicados foram anunciados em 25 de novembro de 2024. Zach Bryan liderou com 21 indicações em 18 categorias. Ele é seguido por Taylor Swift com 17 indicações, enquanto Morgan Wallen recebeu 11, e Sabrina Carpenter recebeu 9 indicações. Com 10 vitórias, Swift se tornou a artista com o maior número de prêmios na história da premiação. Zach Bryan venceu cinco troféus, seguido por Morgan Wallen, que venceu quatro. Shaboozey, Bad Bunny, Drake e Elevation Worship receberam três prêmios cada.
Os vencedores estão listados em primeiro e destacados em negrito.

### Prêmios para artistas
| Melhor Artista - Taylor Swift - Zach Bryan - Sabrina Carpenter - Drake - Morgan Wallen                                            | Melhor Artista Revelação - Chappell Roan - Benson Boone - Tommy Richman - Shaboozey - Teddy Swims                               |
| Melhor Cantor - Morgan Wallen - Zach Bryan - Luke Combs - Drake - Post Malone                                                     | Melhor Cantora - Taylor Swift - Sabrina Carpenter - Billie Eilish - Chappell Roan - SZA                                         |
| Melhor Dupla/Grupo - Fuerza Regida - Blink-182 - Coldplay - Linkin Park - Stray Kids                                              | Melhor Artista da Billboard 200 - Taylor Swift - Zach Bryan - Drake - Taylor Swift - SZA - Morgan Wallen                        |
| Melhor Artista da Hot 100 - Taylor Swift - Zach Bryan - Sabrina Carpenter - Billie Eilish - Morgan Wallen                         | Melhor Compositor da Hot 100 - Taylor Swift - Amy Allen - Jack Antonoff - Zach Bryan - Kendrick Lamar                           |
| Melhor Produtor da Hot 100 - Jack Antonoff - Zach Bryan - Daniel Nigro - Finneas O'Connell - Taylor Swift                         | Melhor Artista em Streaming - Taylor Swift - Zach Bryan - Sabrina Carpenter - Kendrick Lamar - Morgan Wallen                    |
| Melhor Artista nas Rádios - Taylor Swift - Sabrina Carpenter - Doja Cat - SZA - Morgan Wallen                                     | Melhor Artista em Vendas - Shaboozey - Jelly Roll - Jung Kook - Taylor Swift - Teddy Swims                                      |
| Melhor Artista da Billboard Global 200 - Taylor Swift - Sabrina Carpenter - Billie Eilish - Ariana Grande - The Weeknd            | Melhor Artista da Billboard Global (Excl. U.S.) - Taylor Swift - Sabrina Carpenter - Billie Eilish - Ariana Grande - The Weeknd |
| Melhor Artista de R&B - SZA - Brent Faiyaz - Tommy Richman - Tyla - The Weeknd                                                    | Melhor Cantor de R&B - Tommy Richman - Brent Faiyaz - The Weeknd                                                                |
| Melhor Cantora de R&B - SZA - Muni Long - Tyla                                                                                    | Melhor Artista de R&B em Turnê - Bruno Mars - Chris Brown - Usher                                                               |
| Melhor Artista de Rap - Drake - Future - Kendrick Lamar - Metro Boomin - Travis Scott                                             | Melhor Cantor de Rap - Drake - Kendrick Lamar - Travis Scott                                                                    |
| Melhor Cantora de Rap - Doja Cat - GloRilla - Nicki Minaj                                                                         | Melhor Artista de Rap em Turnê - Travis Scott - Nicki Minaj - $uicideboy$                                                       |
| Melhor Artista Country - Morgan Wallen - Zach Bryan - Luke Combs - Post Malone - Chris Stapleton                                  | Melhor Cantor Country - Morgan Wallen - Zach Bryan - Luke Combs                                                                 |
| Melhor Cantora Country - Beyoncé - Megan Moroney - Lainey Wilson                                                                  | Melhor Dupla/Grupo Country - The Red Clay Strays - Zac Brown Band - Treaty Oak Revival                                          |
| Melhor Artista Country em Turnê - Zach Bryan - Kenny Chesney - Luke Combs                                                         | Melhor Artista de Rock - Zach Bryan - Hozier - Jelly Roll - Noah Kahan - Linkin Park                                            |
| Melhor Dupla/Grupo de Rock - Linkin Park - Good Neighbours - The Red Clay Strays                                                  | Melhor Artista de Hard Rock - Linkin Park - Bad Omens - Hardy                                                                   |
| Melhor Artista de Rock em Turnê - Coldplay - The Rolling Stones - Bruce Springsteen & E Street Band                               | Melhor Artista Latino - Bad Bunny - Fuerza Regida - Junior H - Karol G - Peso Pluma                                             |
| Melhor Cantor Latino - Bad Bunny - Junior H - Peso Pluma                                                                          | Melhor Cantora Latina - Karol G - Shakira - Kali Uchis                                                                          |
| Melhor Dupla/Grupo Latino - Fuerza Regida - Eslabon Armado - Grupo Frontera                                                       | Melhor Artista Latino em Turnê - Luis Miguel - Bad Bunny - Karol G                                                              |
| Melhor Artista Global de K-Pop (apresentado por Michelle Buteau) - Stray Kids - Enhypen - Jimin - Jung Kook - Tomorrow X Together | Melhor Artista de K-Pop em Turnê - Seventeen - Enhypen - Tomorrow X Together                                                    |
| Melhor Artista de Afrobeats (apresentado por Michelle Buteau) - Tyla - Asake - Burna Boy - Rema - Tems                            | Melhor Artista Dance/Eletrônico - Charli xcx - Beyoncé - The Chainsmokers - Dua Lipa - Calvin Harris                            |
| Melhor Artista Cristão - Elevation Worship - Lauren Daigle - Forrest Frank - Brandon Lake - Anne Wilson                           | Melhor Artista Gospel - CeCe Winans - Kirk Franklin - Maverick City Music - Chandler Moore - Naomi Raine                        |

### Prêmios para álbuns
| Melhor Álbum da Billboard 200 - The Tortured Poets Department – Taylor Swift - Zach Bryan – Zach Bryan - For All the Dogs – Drake - Stick Season – Noah Kahan - 1989 (Taylor's Version) – Taylor Swift                                                                  | Melhor Trilha Sonora - Trolls: Band Together - Hazbin Hotel: Season One - Twisters: The Album - Wish - Wonka |
| Melhor Álbum de R&B - 11:11 – Chris Brown - Larger Than Life – Brent Faiyaz - PartyNextDoor 4 (P4) – PartyNextDoor - Bryson Tiller – Bryson Tiller - Tyla – Tyla | Melhor Álbum de Rap - For All the Dogs – Drake - American Dream – 21 Savage - We Don't Trust You – Future & Metro Boomin - Pink Friday 2 – Nicki Minaj - Nostalgia – Rod Wave                                                                                   |
| Melhor Álbum Country - Zach Bryan – Zach Bryan - Cowboy Carter – Beyoncé - The Great American Bar Scene – Zach Bryan - Higher – Chris Stapleton - Religiously. The Album. – Bailey Zimmerman                                                                            | Melhor Álbum de Rock - Stick Season – Noah Kahan - The Great American Bar Scene – Zach Bryan - Zach Bryan – Zach Bryan - Unheard – Hozier - Rockstar – Dolly Parton                                                                                             |
| Melhor Álbum de Hard Rock - Take Me Back to Eden – Sleep Token - Post Human: Nex Gen – Bring Me the Horizon - Popular Monster – Falling in Reverse - Quit!! – Hardy - Dark Matter – Pearl Jam                                                                           | Melhor Álbum Latino - Nadie Sabe Lo Que Va a Pasar Mañana – Bad Bunny - Pa Las Baby's y Belikeada – Fuerza Regida - El Comienzo – Grupo Frontera - $ad Boyz 4 Life II – Junior H - Mañana Será Bonito (Bichota Season) – Karol G                                |
| Melhor Álbum de K-Pop - Golden – Jung Kook - The World EP.Fin: Will – Ateez - Rock-star – Stray Kids - Ate: Mini Album – Stray Kids - The Name Chapter: Freefall – Tomorrow X Together                                                                                  | Melhor Álbum Dance/Eletrônico - Brat – Charli xcx - Volcano – Jungle - XXIII Sorrows – Odetari - Something to Give Each Other – Troye Sivan - Comfort in Chaos – John Summit                                                                                    |
| Melhor Álbum Cristão - Can You Imagine? – Elevation Worship - Child of God – Forrest Frank - Coat of Many Colors – Brandon Lake - The Maverick Way Complete: Complete Vol 02 – Maverick City Music, Chandler Moore e Naomi Raine - Jesus Changed My Life – Katy Nichole | Melhor Álbum Gospel - The Maverick Way Complete: Complete Vol 02 – Maverick City Music, Chandler Moore e Naomi Raine - Father's Day – Kirk Franklin - On God – Koryn Hawthorne - More Than This – CeCe Winans - Cover the Earth: Live in New York – Naomi Raine |

### Prêmios para canções
| Melhor Canção da Hot 100 - "Lose Control" – Teddy Swims - "Beautiful Things" – Benson Boone - "Lovin on Me" – Jack Harlow - "I Had Some Help" – Post Malone com part. de Morgan Wallen - "A Bar Song (Tipsy)" – Shaboozey                                                                                        | Melhor Canção em Streaming - "I Remember Everything" – Zach Bryan com part. de Kacey Musgraves - "Not Like Us" – Kendrick Lamar - "I Had Some Help" – Post Malone com part. de Morgan Wallen - "A Bar Song (Tipsy)" – Shaboozey - "Lose Control" – Teddy Swims                                                                                       |
| Melhor Canção nas Rádios - "Lose Control" – Teddy Swims - "Beautiful Things" – Benson Boone - "Lovin on Me" – Jack Harlow - "Greedy" – Tate McRae - "Cruel Summer" – Taylor Swift | Melhor Canção em Vendas - "A Bar Song (Tipsy)" – Shaboozey - "Beautiful Things" – Benson Boone - "Standing Next to You" – Jung Kook - "I Had Some Help" – Post Malone com part. de Morgan Wallen - "Lose Control" – Teddy Swims |
| Melhor Colaboração - "I Had Some Help" – Post Malone com part. de Morgan Wallen - "I Remember Everything" – Zach Bryan com part. de Kacey Musgraves - "Like That" – Future, Metro Boomin e Kendrick Lamar - "Fortnight" – Taylor Swift com part. de Post Malone - "Cowgirls" – Morgan Wallen com part. de Ernest | Melhor Canção da Billboard Global 200 - "Beautiful Things" – Benson Boone - "Espresso" – Sabrina Carpenter - "Greedy" – Tate McRae - "Cruel Summer" – Taylor Swift - "Lose Control" – Teddy Swims |
| Melhor Canção da Billboard Global (Excl. U.S.) - "Beautiful Things" – Benson Boone - "Espresso" – Sabrina Carpenter - "Greedy" – Tate McRae - "Cruel Summer" – Taylor Swift - "Lose Control" – Teddy Swims | Melhor Canção de R&B - "Million Dollar Baby" – Tommy Richman - "Act II: Date @ 8 (Remix)" – 4batz com part. de Drake - "Made for Me" – Muni Long - "Saturn" – SZA - "Water" – Tyla |
| Melhor Canção de Rap - "Not Like Us" – Kendrick Lamar - "Agora Hills" – Doja Cat - "Paint the Town Red" – Doja Cat - "Like That" – Future, Metro Boomin e Kendrick Lamar - "Lovin on Me" – Jack Harlow | Melhor Canção Country - "A Bar Song (Tipsy)" – Shaboozey - "I Remember Everything" – Zach Bryan com part. de Kacey Musgraves - "Austin" – Dasha - "I Had Some Help" – Post Malone com part. de Morgan Wallen - "Thinkin' Bout Me" – Morgan Wallen |
| Melhor Canção de Rock - "I Remember Everything" – Zach Bryan com part. de Kacey Musgraves - "Pink Skies" – Zach Bryan - "End of Beginning" – Djo - "Too Sweet" – Hozier - "Stick Season" – Noah Kahan | Melhor Canção de Hard Rock - "All My Life" – Falling in Reverse com part. de Jelly Roll - "Ronald" – Falling in Reverse, Tech N9ne e Alex Terrible - "Psycho" – Hardy - "The Emptiness Machine" – Linkin Park - "Youngest Daughter" – Superheaven |
| Melhor Canção Latina (apresentado por Michelle Buteau) - "Gata Only" – FloyyMenor e Cris MJ - "Monaco" – Bad Bunny - "Perro Negro" – Bad Bunny e Feid - "Qlona" – Karol G e Peso Pluma - "La Diabla" – Xavi | Melhor Canção de K-Pop - "Standing Next to You" – Jung Kook - "Magnetic" – Illit - "Who" – Jimin - "3D" – Jung Kook com part. de Jack Harlow - "Perfect Night" – Le Sserafim |
| Melhor Canção de Afrobeats (apresentado por Michelle Buteau) - "Water" – Tyla - "Move" – Adam Port e Stryv com part. de Malachiii - "Me & U" – Tems - "Truth or Dare" – Tyla - "Jump" – Tyla, Gunna e Skillibeng                                                                                                 | Melhor Canção Dance/Eletrônica (apresentado por Michelle Buteau) - "Houdini" – Dua Lipa - "Illusion" – Dua Lipa - "Strangers" – Kenya Grace - "Yes, And?" – Ariana Grande - "Miles on It" – Marshmello e Kane Brown |
| Melhor Canção Cristã - "Praise" – Elevation Worship com part. de Brandon Lake, Chris Brown e Chandler Moore - "Good Day" – Forrest Frank - "The Prodigal" – Josiah Queen - "Counting My Blessings" – Seph Schlueter - "Take It All Back" – Tauren Wells com We the Kingdom e Davies                              | Melhor Canção Gospel - "That's My King" – CeCe Winans - "Look at God" – Koryn Hawthorne - "God Problems" – Maverick City Music, Chandler Moore e Naomi Raine - "In the Room" – Maverick City Music, Chandler Moore e Naomi Raine com part. de Tasha Cobbs Leonard - "This Year (Blessings)" – Victor Thompson e Gunna com part. de Ehis 'D' Greatest |